# Andremo in città
Andremo In Città (en español: Iremos a la ciudad) es una película de drama italiana de 1966 dirigida por Nelo Risi. Está basada en la novela homónima de Edith Bruck, la esposa de Risi. Bruck, una sobreviviente de un campo de concentración húngaro, se estableció en Italia después de la Segunda Guerra Mundial y escribió sobre sus experiencias en formatos autobiográficos y ficticios. La película está protagonizada por Geraldine Chaplin y Nino Castelnuovo.
La película fue l'estrea de Geraldine Chaplin en el cine italiano y su segundo role en lo cine europeo.

## Trama
En la Yugoslavia rural , Lenka (Chaplin) vive con su hermano ciego, Miscia (Scrobogna). Quedaron huérfanos de su madre griega ortodoxa y se cree que su padre judío, Rasco (Gavrić), murió en la guerra. A medida que la Segunda Guerra Mundial continúa y la actividad fascista asola Europa, Lenka y su hermano se convierten en objetivos cada vez más vulnerables al sentimiento antisemita. Encuentra apoyo en Ivan (Castelnuovo), un partidario enamorado de ella. Mientras tanto, Rasco regresa con vida, a pesar de los informes de su muerte. Rasco finalmente se sacrifica para salvar la vida de Iván, que yace herido en el ático de la familia. Las SS regresan para recoger a Lenka y Miscia, quienes no revelan el paradero de Ivan.

## Cast
• Geraldine Chaplin como Lenka Vitas
• Nino Castelnuovo como Iván
• Stefania Careddu como Eva
• Federico Scrobogna como Miscia Vitas
• Aleksandar Gavric como Rasko Vitas
• Giovanni Ivan Scratuglia
Slavko Simić como Dottore Kolarov